# Брюнель, Марк Изамбард
Марк Изамба́рд Брюне́ль (фр. Marc Isambart Brunel, англ. sir Marc Isambard Brunel, 25 апреля 1769 — 12 декабря 1849) — английский инженер французского происхождения. Предпочитал имя Изамбард, но в историю вошёл как Марк, чтобы избежать путаницы с его более знаменитым сыном Изамбардом Кингдомом Брюнелем. Самое известное его достижение — изобретение проходческого щита и постройка с его помощью тоннеля под Темзой.

## Биография
Марк Изамбард Брюнель родился 25 апреля 1769 года в Аквиле во французском департаменте Эр, получил первоначальное образование в Жизорской коллегии (фр. Gisors), а после в Семинарии в Никезе; не имея никакой склонности к духовному званию, он поступил в 1786 году на службу во французский флот, так как отец не позволял ему быть инженером.
Революция во Франции заставила его переселиться в 1793 году в Нью-Йорк, где он занялся изучением механики и родственных с ней наук; построил театр и предпринял постройку пушечного литейного завода и портовых укреплений; в 1799 году он отправился в Англию, где и остался. В 1806 году Брюнель получил награду в 20 000 фунтов стерлингов за изобретение механизма блоков для употребления во флоте; затем он построил для адмиралтейства пильную мельницу в Чатеме.
Венцом его славы были изобретение проходческого щита и постройка с его помощью тоннеля под Темзой, замечательного произведения инженерного искусства.
Однажды Брюнель наблюдал за тем, как корабельный червь прокладывает дорогу в твердой дубовой щепке. Брюнель заметил, что только лишь голова моллюска покрыта жёсткой раковиной. С помощью её зазубренных краёв червь буравил дерево. Углубляясь, он оставлял на стенках хода гладкий защитный слой извести. Взяв этот принцип за основу, Брюнель запатентовал большой чугунный проходческий щит, который проталкивают под землёй домкратами. Рабочие убирают из щита землю, а тот предохраняет от обвала породы. Щит углубляется в породу, а другие рабочие укрепляют образовавшийся тоннель кирпичной кладкой.
В 1814 году Брюнель предложил прокладку тоннеля под Невой Александру I, однако проект не получил поддержки.
Проект тоннеля под Темзой Брюнель приготовил ещё в 1819 году. Работы же начались только с 1825 года и после огромных затруднений были окончены в 1842 году. Этот тоннель стал первым подводным тоннелем, проложенным в мягком грунте.
Брюнель был вице-президентом Королевского лондонского общества наук — редкая честь для иностранца.
Марк Изамбард Брюнель умер 12 декабря 1849 года в городе Лондоне.
Сын — выдающийся инженер Изамбард Кингдом Брюнель.